# Смольна (річка)
Смольна (словац. Smolná) — річка; права притока Іпеля, протікає в округах Детва і Полтар.
Довжина приблизно 9,0 км. Витік знаходиться в масиві Вепорські гори (геоморфологічна підодиниця Сільянська планина); схил гори Врхдоброч) — на висоті приблизно 890 метрів.
Протікає територією сіл Латки і Малінец. Впадає в Іпель на висоті приблизно 340—345 метрів.